# アリス・ワイデル
- アリス・ワイデル
- アリス・ヴァイデル

アリス・エリーザベト・ワイデル（ドイツ語: Alice Elisabeth Weidel、1979年2月6日 - ）は、ドイツの政治家。経済学博士。ドイツのための選択肢（AfD）共同党首、院内総務。ドイツ連邦議会（下院）議員。ドイツの極右、右派ポピュリスト政党であるAfD内では穏健派のAlternative Mitte派閥に属している。同性愛者（レズビアン）であり、LGBT保守主義の人士でもある。
2017年連邦議会選では、アレクサンダー・ガウラントとともにAfDの筆頭候補であった。

## 経歴

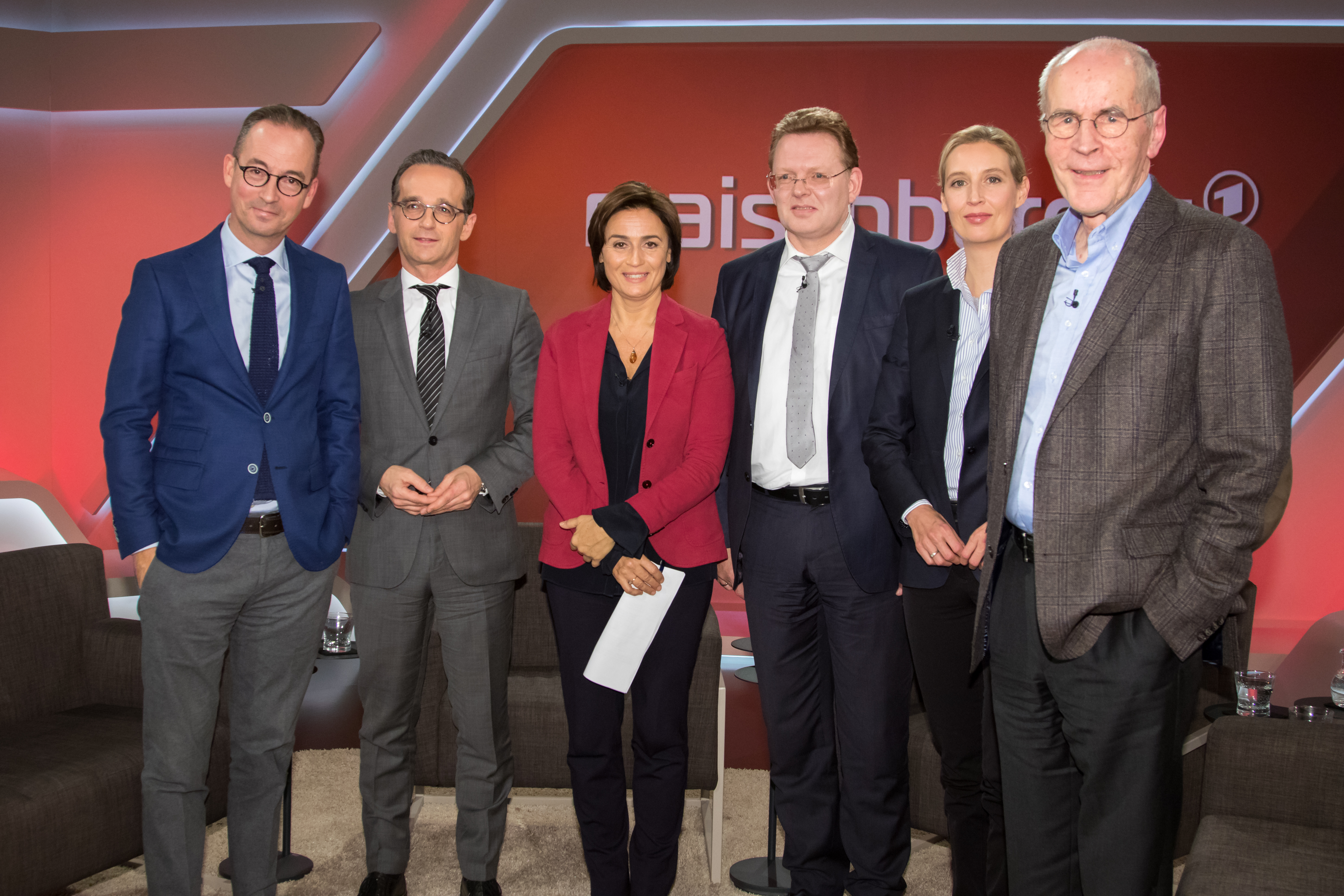
サンドラ・マイシュバーガーのトーク番組『maischberger』に出演（2017年11月29日）

1979年にノルトライン＝ヴェストファーレン州のギュータースローで生まれる。祖父のハンス・ワイデルは法学博士の学位を持つナチ党の古参支持者であり、1932年にナチ党、1933年に親衛隊に加わり、武装親衛隊の法務顧問・軍事裁判官として前線でSSの戦争犯罪に関与したとされる（ハンス本人は否定している）。祖母も元ナチ党員である。ワイデル家は代々、上シレジア地方レオプシュッツ（現ポーランド共和国オポレ県グウプチツェ）に居住していたが、第二次世界大戦後のドイツ人追放により再移住させられた。
バイロイト大学で経営学と経済学を専攻し、2004年には最優秀成績者の一人として表彰されて学士号を取得した。
バイロイト大学卒業後は、ゴールドマン・サックスに入社した。その後に中国銀行で働き、中国に6年間住んでいた経験から、中国語（北京語）を流暢に話すことができる 。
2011年、バイロイト大学に中国の年金問題についての学位論文を提出し、経済学の博士号を優等の評価で取得。
2013年にドイツのための選択肢（AfD）に参加する。2015年にはAfDの連邦執行委員会に選出された。2017年4月に開かれたAfDの党大会で、同年9月に実施される連邦議会選の筆頭候補をワイデルとアレクサンダー・ガウラントにすることが決まった。筆頭候補として臨んだ連邦議会選では、AfDは94議席を獲得し野党第1党となりワイデル自身も初当選し、連邦議会のAfD会派の代表を務めることとなった。
2025年連邦議会選でAfD初の首相候補としてワイデルが指名された。

## 人物
- 同性愛者であり、パートナーはスリランカ人の映画監督[12]。
- 中国の金融業界に勤務していたため中国語（北京語）が流暢である[8]。